# Tour d'Italie 1959
La 42e édition du Tour d'Italie s'est élancée de Milan le 16 mai 1959 et est arrivée à Milan le 7 juin. Ce Giro a été remporté par le Luxembourgeois Charly Gaul. Il devance au général le Français Jacques Anquetil, vainqueur de deux étapes et porteur du maillot rose 7 jours et Diego Ronchini.

## Résumé de la course
L’édition 1959 accueillit une participation étrangère de grande qualité, tandis que les coureurs italiens échouaient à répondre aux attentes et essuyaient une débâcle. Pour la première fois, le maillot rose fut porté par des coureurs étrangers de la première à la dernière étape. Les Italiens ne remportèrent que neuf étapes. Charly Gaul et Jacques Anquetil portèrent la Maglia Rosa successivement, puis le Luxembourgeois réalisa une prouesse dans l’étape Aoste-Courmayeur, franchissant la ligne d’arrivée avec près de dix minutes d’avance sur Anquetil au bout de 296 km d’efforts. Diego Ronchini les suivait sur le podium.

## L'exploit de Charly Gaul l'avant-dernier jour
L’édition 1959 accueillit une participation étrangère de grande qualité : Rik Van Looy, Gaul, et surtout Anquetil, pour qui le patron de la course Torriani avait dessiné un Giro avec quatre contre-la-montre. Même si le parcours ne lui était pas vraiment favorable, Gaul réalisa une prouesse dans l’étape Aoste-Courmayeur, l’étape que tout le monde attendait, l’étape du Monte Bianco, où il se consacra “Ange de la montagne”. Gaul, extravagant et peu enclin aux relations publiques qui faisaient partie des devoirs d’un champion, se retrouva ce jour-là dans un début de bagarre avec des mécaniciens, journalistes, simples passants et supporters et refusa de signer des autographes. Durant l’étape, il avait d’abord grimpé le Col du Grand-Saint-Bernard puis la Forclaz et le Petit Saint Bernard, signant l’une des plus grandes victoires de l’histoire du cyclisme au bout des 296 kilomètres de cette étape interminable. Quand tout le monde pensait qu’il avait course perdue, à seulement 50 kilomètres de l’arrivée, il trouva un second souffle pour s’imposer en solitaire à Courmayeur. Il s’empara du maillot rose à l’arrivée et se présenta en vainqueur le lendemain au Vigorelli à Milan. Il tenait sa revanche après avoir perdu le Giro 1957 en raisons de difficultés gastriques en pleine course.

## Équipes participantes
| N.    | Code | Équipe       |
| ----- | ---- | ------------ |
| 1-10  | IGN  | Ignis        |
| 11-20 | ATA  | Atala        |
| 21-30 | BIA  | Bianchi      |
| 31-40 | CAR  | Carpano      |
| 41-50 | EMI  | Emi          |
| 51-60 | FAE  | Faema-Guerra |
| 61-70 | GHI  | Ghigi        |

| N.      | Code | Équipe            |
| ------- | ---- | ----------------- |
| 71-80   | SRP  | Leroux Helyett    |
| 81-90   | LEG  | Legnano           |
| 91-100  | MOL  | Molteni           |
| 101-110 | SNP  | San Pellegrino    |
| 111-120 | TOR  | Torpado           |
| 121-130 | TRI  | Coppi Tricofilina |

## Classement général
| Classement général final |                   |
| --- | ----------------- |
| \| 1. Charly Gaul \| 101 h 50 min 26 s \| \| 2. Jacques Anquetil \| à 6 min 12 s \| \| 3. Diego Ronchini \| à 6 min 16 s \| \| 4. Rik Van Looy \| à 7 min 17 s \| \| 5. Imerio Massignan \| à 7 min 31 s \| \| 6. Miguel Poblet \| à 10 min 21 s \| \| 7. Graziano Battistini \| à 10 min 47 s \| \| 8. Guido Carlesi \| à 13 min 35 s \| \| 9. Ernesto Bono \| à 13 min 36 s \| \| 10. Gastone Nencini \| à 13 min 49 s \| \| 130 partants, 86 classés \| \| |                   |
| 1. Charly Gaul | 101 h 50 min 26 s |
| 2. Jacques Anquetil | à 6 min 12 s      |
| 3. Diego Ronchini | à 6 min 16 s      |
| 4. Rik Van Looy | à 7 min 17 s      |
| 5. Imerio Massignan | à 7 min 31 s      |
| 6. Miguel Poblet | à 10 min 21 s     |
| 7. Graziano Battistini | à 10 min 47 s     |
| 8. Guido Carlesi | à 13 min 35 s     |
| 9. Ernesto Bono | à 13 min 36 s     |
| 10. Gastone Nencini | à 13 min 49 s     |
| 130 partants, 86 classés |                   |

## Étapes

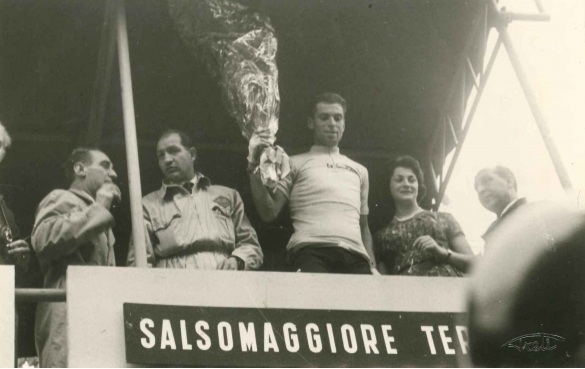
Gino Bartali à côté de Rik Van Looy, vainqueur de l'étape et premier maillot rose du 42ème Giro

| Étape     | Date     | Villes étapes                             | km       | Vainqueur d'étape  | Leader du classement général |
| 1re étape | 16 mai   | Milan – Salsomaggiore Terme               | 135      | Rik Van Looy       | Rik Van Looy                 |
| 2e étape  | 17 mai   | Salsomaggiore Terme - Salsomaggiore Terme | 22 (CLM) | Jacques Anquetil   | Jacques Anquetil             |
| 3e étape  | 18 mai   | Salsomaggiore Terme - Abetone             | 180      | Charly Gaul        | Charly Gaul                  |
| 4e étape  | 19 mai   | Abetone - Arezzo                          | 178      | Armando Pellegrini | Charly Gaul                  |
| 5e étape  | 20 mai   | Arezzo - Rome                             | 243      | Rik Van Looy       | Charly Gaul                  |
| 6e étape  | 21 mai   | Rome – Naples                             | 213      | Miguel Poblet      | Charly Gaul                  |
| 7e étape  | 22 mai   | Naples - Vésuve                           | 8 (CLM)  | Charly Gaul        | Charly Gaul                  |
| 8e étape  | 23 mai   | Ischia - Ischia                           | 31 (CLM) | Antonino Catalano  | Charly Gaul                  |
| 9e étape  | 24 mai   | Naples – Vasto                            | 206      | Gastone Nencini    | Charly Gaul                  |
| 10e étape | 25 mai   | Vasto - Teramo                            | 148      | Rino Benedetti     | Charly Gaul                  |
| 11e étape | 26 mai   | Ascoli Piceno – Rimini                    | 245      | Rik Van Looy       | Charly Gaul                  |
| 12e étape | 27 mai   | Rimini - Saint-Marin                      | 141      | Nino Defilippis    | Charly Gaul                  |
| 13e étape | 29 mai   | Rimini - Vérone                           | 233      | Miguel Poblet      | Charly Gaul                  |
| 14e étape | 30 mai   | Vérone - Rovereto                         | 143      | Rik Van Looy       | Charly Gaul                  |
| 15e étape | 31 mai   | Trente - Bolzano                          | 198      | Miguel Poblet      | Jacques Anquetil             |
| 16e étape | 1er juin | Bolzano - San Pellegrino Terme            | 245      | Alessandro Fantini | Jacques Anquetil             |
| 17e étape | 2 juin   | San Pellegrino Terme - Gênes              | 241      | Arrigo Padovan     | Jacques Anquetil             |
| 18e étape | 3 juin   | Gênes - Turin                             | 180      | Vito Favero        | Jacques Anquetil             |
| 19e étape | 4 juin   | Turin - Suse                              | 51 (CLM) | Jacques Anquetil   | Jacques Anquetil             |
| 20e étape | 5 juin   | Turin - Saint-Vincent                     | 100      | Alfredo Sabbadin   | Jacques Anquetil             |
| 21e étape | 6 juin   | Aoste - Courmayeur                        | 296      | Charly Gaul        | Charly Gaul                  |
| 22e étape | 7 juin   | Courmayeur - Milan                        | 220      | Rolf Graf          | Charly Gaul                  |

## Classements annexes
| Classement de la montagne | Charly Gaul      | 560 points |
| Deuxième                  | Imerio Massignan | 320 points |
| Troisième                 | Hans Junkermann  | 300 points |
| Classement par équipes    | Atala            | ?          |

## Liste des coureurs
| Ignis | Atala | Bianchi |
| - 1 Ercole Baldini (Ita) 1e - 2 Pierino Baffi (Ita) 53e - 3 Waldemaro Bartolozzi (Ita) 65e - 4 Giuseppe Dante (Ita) 38e - 5 Roberto Falaschi (Ita) 60e - 6 Giuseppe Fallarini (Ita) 33e - 7 Ugo Massocco (Ita) ab - 8 Miguel Poblet (Esp) 6e - 9 Miguel Chacón (Esp) ab - 10 Adolf Christian (Aut) 68e                | - 11 Rizzardo Brenioli (Ita) 56e - 12 Aurelio Cestari (Ita) 32e - 13 Alessandro Fantini (Ita) 19e - 14 Vito Favero (Ita) 20e - 15 Bruno Monti (Ita) 49e - 16 Arturo Neri (Ita) 36e - 17 Arrigo Padovan (Ita) 84e - 18 Giovanni Pettinati (Ita) 43e - 19 Alfredo Sabbadin (Ita) 15e - 20 Nello Velucchi (Ita) 67e       | - 21 Germano Barale (Ita) 31e - 22 Antonino Catalano (Ita) 25e - 23 Silvano Ciampi (Ita) 80e - 24 Jules Cnockaert (Bel) ab - 25 Noé Conti (Ita) 27e - 26 Nello Fabbri (Ita) 39e - 27 Giacomo Fini (Ita) 78e - 28 Vinicio Marsili (Ita) 50e - 29 Diego Ronchini (Ita) 3e - 30 Romain Van Wynsberghe (Bel) ab                         |
| Carpano | EMI | Faema |
| - 31 Gabriel Borra (Bel) ab - 32 Fernando Brandolini (Ita) ab - 33 Agostino Coletto (Ita) 35e - 34 Angelo Conterno (Ita) 14e - 35 Nino Defilippis (Ita) 18e - 36 Gianni Ferlenghi (Ita) 69e - 37 Désiré Keteleer (Bel) 30e - 38 Walter Martin (Ita) 74e - 39 Cleto Maule (Ita) 63e - 40 Gastone Nencini (Ita) 10e     | - 41 Aldo Bolzan (Lux) 58e - 42 Marcel Ernzer (Lux) 41e - 43 Pasquale Fornara (Ita) 21e - 44 Charly Gaul (Lux) 1e - 45 Carlo Guarguaglini (Ita) 75e - 46 Oreste Magni (Ita) ab - 47 Giovanni Metra (Ita) 77e - 48 Aldo Moser (Ita) ab - 49 Armando Pellegrini (Ita) 52e - 50 Giuseppe Pintarelli (Ita) 59e             | - 51 Hilaire Couvreur (Bel) 13e - 52 Joseph Hoevenaers (Bel) ab - 53 Hans Junkermann (All) 11e - 54 Jozef Schils (Bel) ab - 55 Edgard Sorgeloos (Bel 55e) - 56 Jozef Theuns (Bel) 46e - 57 Rik Van Looy (Bel) 4e - 58 Frans Van Looveren (Bel) ab - 59 René Van Meenen (Bel) ab - 60 Roger Baudechon (Bel) ab                       |
| Ghigi | Leroux Helyett | Legnano |
| - 61 Rino Benedetti (Ita) 23e - 62 Idrio Bui (Ita) 57e - 63 Giuseppe Calvi (Ita) ab - 64 Gilberto Dall’Agata (Ita) 71e - 65 Italo Mazzacurati (Ita) 62e - 66 Yvo Molenaers (Bel) ab - 67 Roger Molenaers (Bel) ab - 68 Angiolino Piscaglia (Ita) 66e - 69 Willy Vannitsen (Bel) ab - 70 Martin Van Geneugden (Bel) ab | - 71 Jacques Anquetil (Fra) 2e - 72 Pierre Brun (Fra) ab - 73 André Darrigade (Fra) 42e - 74 Édouard Delberghe (Fra) 34e - 75 Seamus Elliott (Irl) 40e - 77 Jean Graczyk (Fra) ab - 78 René Pavard (Fra) 37e - 79 Jean Stablinski (Fra) 72e - 80 Michel Vermeulin (Fra) 26e                                            | - 81 Carlo Azzini (Ita) ab - 82 Graziano Battistini (Ita) 7e - 83 Vittorio Casati (Ita) 48e - 84 Giacomo Grioni (Ita) ab - 85 Imerio Massignan (Ita) 5e - 86 Giuliano Natacci (Ita) ab - 87 Arnaldo Pambianco (Ita) ab - 88 Remo Tamagni (Ita) 47e - 89 Luigi Tezza (Ita) 51e - 90 Mario Zocca (Ita) 61e                            |
| Molteni | San Pellegrino | Torpado |
| - 91 Giorgio Albani (Ita) ab - 92 Emilio Bottecchia (Ita) 81e - 93 Guido Carlesi (Ita) 8e - 94 Bruno Costalunga (Ita) 83e - 95 Rolf Graf (Sui) 29e - 96 Mario Mori (Ita) ab - 97 Pietro Nascimbene (Ita) ab - 98 Carlo Nicolo (Ita) ab - 99 Gianantonio Ricco (Ita) 28e - 100 Antonio Uliana (Ita) 86e                | - 101 Ernesto Bono (Ita) 9e - 102 Giuseppe Canale (Ita) ab - 103 Rino Cattaneo (Ita) ab - 104 Augusto Cioni (Ita) ab - 105 Giuseppe Pardini (Ita) ab - 106 Nunzio Pellicciari (Ita) 70e - 107 Fiorenzo Tomasin (Ita) ab - 108 Giuseppe Vanzella (Ita) ab - 109 Giovanni Verucchi (Ita) ab - 110 Gino Vignolo (Ita) 79e | - 111 Giuliano Bernardelle (Ita) 82e - 112 Antonio Dal Col (Ita) ab - 113 Federico Galeaz (Ita) 54e - 114 Loris Guernieri (Ita) ab - 115 Tranquillo Scudellaro (Ita) ab - 116 Tristano Tinarelli (Ita) ab - 117 Giorgio Tinazzi (Ita) 24e - 118 Mario Tosato (Ita) 45e - 119 Adriano Zamboni (Ita) 12e - 120 Carlo Zorzoli (Ita) ab |
| Coppi Tricofilina | | |
| - 121 Guido Boni (Ita) 22e - 122 Colombo Cassano (Ita) 73e - 123 Angelo Coletto (Ita) ab - 124 Addo Kazianka (Ita) 44e - 125 Kurt Gimmi (Sui) ab - 126 Michele Gismondi (Ita) 16e - 127 Gino Guerrini (Ita) 85e - 128 Silvano Lunardi (Ita) ab - 129 Giuliano Michelon (Ita) 76e - 130 Alfred Ruegg (Sui) 64e         | | |